# Spánková prokrastinace

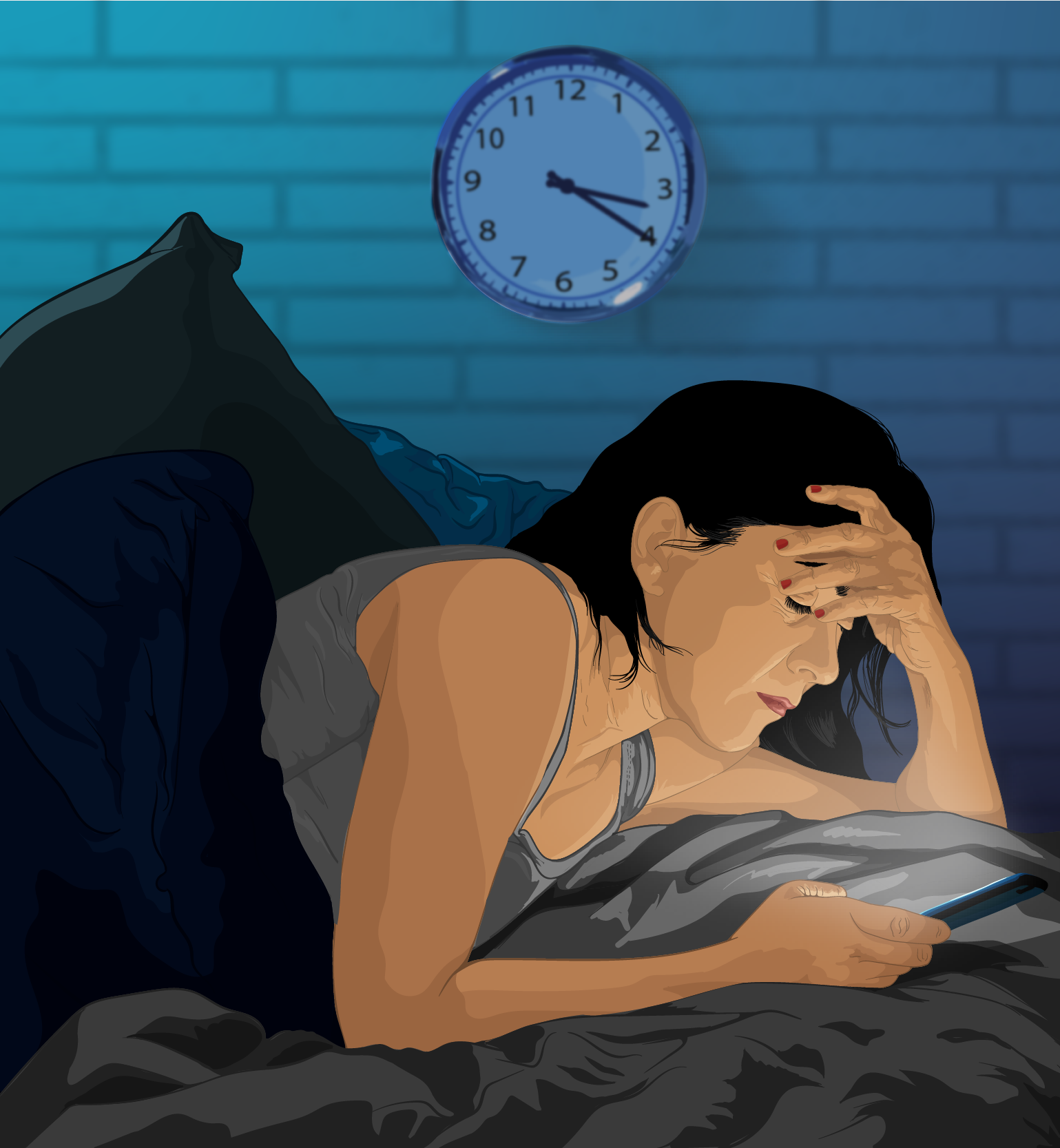
Obrázek ženy, která používá svůj chytrý telefon pozdě v noci.

Spánková prokrastinace je psychologický jev, který se vyznačuje tím, že postižený jedinec dobrovolně a bez příčiny oddaluje spánek, a to i za předpokladu, že si tím vědomě zhoršuje svůj stav. Příčiny spánkové prokrastinace mohou být různé. Mezi nejčastější patří ztráta pojmu o čase nebo ponocování ve snaze mít kontrolu nad nocí z důvodu domnělého nedostatku vlivu na události během dne. Tento jev se  v angličtině označuje jako revenge bedtime procrastination.
Ač by se mohlo zdát, že lidé trpí nedostatkem spánku, protože nemohou usnout, nejčastějším důvodem je neschopnost vytvořit si ideální podmínky pro usnutí. Jedním z hlavních faktorů spánkové prokrastinace je tedy lidské chování.

## Původ názvu
Celý název revenge bedtime procrastination s předponou „revenge“ (česky pomsta) se s největší pravděpodobností poprvé použil v Číně po roce 2010 jako reakce na systém 996 pracovních hodin (72 hodin týdně). Mnoho lidí, kteří účelově ponocují, mají pocit, že je to jediná možná cesta, jak převzít kontrolu nad svým dnem, a proto v názvu figuruje slovo „pomsta“.
Termín „spánková prokrastinace“ se stal populárním na základě nizozemské studie z roku 2014.
Tento termín se dostal do širšího povědomí i zásluhou spisovatelky Daphne K. Lee, která ho použila ve svém příspěvku na Twitteru, když popisovala termín „revenge bedtime procrastination“ (čínsky 報復性熬夜) a definovala ho jako „jev, při kterém lidé, kteří nemají příliš velkou kontrolu nad svým dnem, odmítají chodit brzy spát, aby nabyli pocitu svobody alespoň v nočních hodinách.“
V současné době se spánková prokrastinace definuje několika způsoby, například jako chození spát později, než si jedinec naplánoval nebo jako odkládání spánku.

## Příčiny
Spánek může člověk odkládat z různých důvodů. Nemusí se vědomě vyhýbat spánku, ale například pokračovat v činnostech, které považuje za příjemnější než spánek (jako je sledování televize nebo procházení sociálních sítí). Ve 21. století existuje celá řada faktorů, které negativně ovlivňují naši pozornost, a proto je mnohem jednodušší nechat se před spánkem rozptýlit a spánek odkládat, než tomu  bylo dříve.
Závislost na chytrém telefonu přímo způsobuje spánkovou prokrastinaci. Lidé, kteří jsou závislí na chytrém telefonu, častěji odkládají čas ulehnutí do postele, protože je pro ně těžké telefon odložit a před spánkem se jím stále nechávají rozptýlit. Tito lidé mají dočasný požitek z používání chytrého telefonu a chtějí mít více času na zábavu. Spánková prokrastinace navíc hraje roli prostředníka mezi závislostí na chytrém telefonu a depresí a úzkostmi. Spánková prokrastinace způsobená závislostí na chytrém telefonu vede ke kratší délce a kvalitě spánku, což může vyvolat mnoho negativních emocí, které zodpovídají za depresi a úzkosti.
Statistiky ukazují, že poruchy spánku jsou stále častější. V roce 2013 podle odhadů mělo 40 % dospělých ve Spojených státech amerických méně spánku, než je doporučeno. V Belgii, kde byla data pro účely studie sesbírána, uvedlo 30 % dospělých, že mají potíže se spánkem a 13 % uvedlo, že užívá prášky na spaní.
Dle studie z roku 2014, které se zúčastnili obyvatelé Nizozemska, může spánkovou prokrastinaci způsobit nízká míra seberegulace. V souvislosti s nemocí covid19 zaznamenalo problémy se spánkem o 40% více lidí. Studie z roku 2021 zjistila, že dalším z aspektů, které vedou ke spánkové prokrastinaci, je nuda. Nuda zvyšuje nepozornost, což vede ke spánkové prokrastinaci ve větší míře.
Jiná studie z roku 2014, jíž se zúčastnilo 145 lidí, ukázala, že 43 % ze zkoumaných jedinců, kteří se sami označili za prokrastinátory, nemělo stanovený čas spánku nebo večerní rutinu. Tato studie naznačuje a zdůrazňuje, že důležitým faktorem spánkové prokrastinace je nepozornost, protože při spánkové prokrastinaci není nutné, abychom vnímali explicitně. Lidé neprokrastinují záměrně – spánková prokrastinace vzniká důsledkem nízké seberegulace.
Studie z roku 2018, která testovala 19 lidí, došla k závěru, že existují tři vzorce spánkové prokrastinace: záměrná prokrastinace, bezmyšlenkovitá prokrastinace a strategický odklad spánku. Záměrná prokrastinace vyplývá z toho, že jedinec vědomě věří, že si zaslouží více času pro sebe, a proto záměrně zůstává vzhůru delší dobu. Bezmyšlenkovitá prokrastinace je důsledkem ztráty přehledu o čase během plnění každodenních úkolů a následného ponocování, aniž by to měl jedinec původně v plánu. Strategické odkládání spánku vzniká při úmyslném odkládání spánku s cílem snáze usnout. Dle dalších studií strategické odkládání spánku souvisí s nediagnostikovanou nespavostí.
Výsledky z mezikulturní studie z roku 2022, které se zúčastnilo 210 zaměstnanců ze Spojených státu a 205 zaměstnanců z Číny, ukazují, že spánkovou prokrastinaci může vyvolat používání chytrých telefonů. Negativní dopad chytrých telefonů na spánek je významnější v individualistických zemích, jako jsou Spojené státy, než v zemích kolektivních, jako je například Čína. Výzkum dále ukázal, že vlivem odlišných hodnot v obou kulturách mají zaměstnanci ve Spojených státech odolnější postoj k práci po pracovní době než zaměstnanci v Číně, což vede k nižší schopnosti ovládání se a vyššímu riziku vzniku spánkové prokrastinace.
Výzkumy ukazují, že hlavními příčinami spánkové prokrastinace jsou obecně nízká sebekontrola a zvýšený stres. 

## Psychologické vlivy
Jedinci, kteří trpí spánkovou prokrastinací, se během tří hodin před spánkem častěji věnují volnočasovým a společenským aktivitám. Lidé s nízkým i vysokým stupněm prokrastinace tráví podobné množství času sledováním televize a používáním počítače. Během 3 hodin před spánkem strávili jedinci s vysokým stupněm prokrastinace 79,5 minut na svých telefonech, zatímco jedinci s nízkým stupněm prokrastinace strávili na telefonu pouze 17,6 minut. Jedinci, kteří zůstávali déle vzhůru, vykazovali více příznaků deprese a úzkostí, nižší kvalitu spánku a vyšší riziko nespavosti než ti, kteří chodili spát dříve.
Výzkum provedený v roce 2022 v rámci studie založené na průzkumu s 317 účastníky ukázal, že spánková prokrastinace souvisí se subjektivním vnímáním času. Pokud vnímáme čas spánku jako konec dne, jsme podněcováni k tomu, abychom přemýšleli o zbytku svého času. Podle výzkumu lidé se spánkovou prokrastinací často využívají večerní hodiny k tomu, aby se věnovali svým oblíbeným aktivitám a odměnili se za náročnou práci přes den, a mají tendenci zaměřovat se na okamžité cíle a požitky. Pokud se lidé zaměřují pouze na okamžité požitky, vytvářejí si negativní postoj k času a negativní pohled na budoucí čas. Spánková prokrastinace způsobuje, že lidé mají pocit, že čas rychle utíká, což může vést k úzkosti a stresu.
Pro jedince, kteří špatně spí, je čas před usnutím mimořádně nepříjemný. Spánek se může stát úlohou a břemenem, které pramení z obavy z nedostatku spánku, vede k nervozitě a zvyšuje tak míru psychického stresu. To může vést k řadě negativních zdravotních důsledků, včetně únavy, výkyvů nálad a potíží se soustředěním.
Se spánkovou prokrastinací se nejčastěji setkávají ženy, studenti a takzvané „noční sovy“. Lidé s vysokou úrovní stresu jsou ke spánkové prokrastinaci náchylnější.
Spánková prokrastinace má i  podobu odkládání usínání (prokrastinace v posteli). Třetina čínských studentů vykazovala známky spánkové prokrastinace.

## Příznaky a projevy
Podle vědců existují tři klíčové faktory, které odlišují spánkovou prokrastinaci od ponocování:
- Jedinec, který trpí spánkovou prokrastinací, snižuje celkovou dobu spánku každou noc.
- Nesmí existovat žádný důvod, proč jedinec zůstává vzhůru dlouho do noci (například místo spánku nebo nemoc).
- Jedinec si musí být vědom toho, že ztráta spánku ho negativně ovlivňuje, ale nemá zájem svůj režim změnit. [23]

Lidé s vyšší mírou závislosti na mobilních telefonech vykazují více příznaků spánkové prokrastinace. Toto chování je spojeno s nemožností sebekontroly. Mediální prostředí nabízí spoustu zábavných aktivit, které můžeme dělat před spaním, a vytváří tak ideální atmosféru pro vznik spánkové prokrastinace. Lidé často používají média, aby se zabavili a oddálili čas usínání. Lidé s nízkou sebekontrolou mají tendenci upřednostňovat krátkodobé uspokojení před dlouhodobými cíli. Naopak lidé s vysokou sebekontrolou jsou schopni lépe odolávat krátkodobým pokušením.

## Následky
U člověka, který prokrastinuje před spánkem, se pravděpodobně projeví následky spojené s odkládáním spánku. Jedna studie ukázala, že spánková prokrastinace bývá často spojována snedostatkem spánku a větší únavou během dne.
Spánková prokrastinace má za následek špatnou kvalitu spánku a může být známkou špatné seberegulace.
Jedinci, kteří trpí spánkovou prokrastinací, častěji ztrácí pevnou vůli a kontrolu nad svým chováním a nedokážou zůstat v klidu. Snadno si tak mohou způsobit stav nízkého zájmu a vysoké nespokojenosti a roztěkanosti.
Spánková prokrastinace může způsobit spánkovou deprivaci, která vede k pomalému myšlení, nízké úrovni pozornosti, špatné paměti, nesprávnému rozhodování, stresu, úzkosti a podráždění. Pokud se porucha spánkové deprivace neléčí, může mít dlouhodobé následky v podobě srdečních onemocnění, cukrovky, obezity, oslabení imunitního systému, bolesti, hormonální nerovnováhy a problémů s duševním zdravím.
U jedinců, kteří prokrastinují před spaním, dochází ke zkrácení spánku, což může zvyšovat riziko psychózy a depresí.
Lidé, kteří se potýkají se spánkovou prokrastinací, trpí poruchami spánku a potřebují léky, aby usnuli.

## Prevence
Intervence týkající se používání médií pro strategii v léčbě nedostatku spánku se primárně zaměřují na snížení objemu používání médií. Pro současného a budoucího uživatele médií to již kvůli obrovskému rozšíření médií a zvyku být nepřetržitě online nemusí být reálné. Využijeme-li perspektivu sebekontroly používání médií se spánkovou prokrastinací, mohlo by nám toto propojení poskytnout nové způsoby, jak k této problematice přistupovat. Vzhledem k tomu, že konečný bod používání médií (který je často součástí přípravy na spánek) závisí na úrovni sebekontroly, mohly by strategie zaměřené na sebekontroly představovat důležitou roli pro budoucí bádání.
Je velmi důležité spánkové prokrastinaci zabránit, protože optimální délka spánku je pro správné fungování lidského těla nezbytná. Nejčastějšími důsledky nedostatku spánku jsou malátnost, nesoustředěnost, výkyvy nálad a další škodlivé důsledky, které negativně ovlivňují fyzické i duševní zdraví. 
Níže je uvedeno několik způsobů, jak zabránit spánkové prokrastinaci: 
- Vypínejte elektronické zařízení alespoň hodinu předtím, než se chystáte jít spát. V tmavém prostředí totiž lidé produkují spánkový hormon      melatonin, který napomáhá usínání, a proto bychom měli před spaním omezit přísun světla.[13]
- Dejte si horkou sprchu nebo vanu, abyste snížili stres. [13]
- Zapisujte si myšlenky, pocity a zážitky, které vás přes den zaujaly.[13]
- Pravidelně vstávejte a choďte spát, a to i ve dnech, kdy nechodíte do práce.[22]
- Stanovte si večerní rutinu a dodržujte ji, aby si vaše tělo a mysl na tento režim zvykly.
- Dopřejte si na svačinu ořechy, semínka a luštěniny, které jsou zdrojem aminokyseliny tryptofan, který pomáhá produkovat melatonin.[13]
- Večer nebo v pozdním odpoledni se vyhýbejte alkoholu a kofeinu.[22]
- Užívejte doplňky stravy s melatoninem.
- Naplánujte si svůj den. Začněte věci dělat brzy během dne, abyste nemuseli ponocovat a neztráceli tak důležitý čas určený ke spánku.[4]
- Užívejte doplňky stravy s Vitamínem C a hořčíkem, které mohou pomoci navodit spánek.[13]
- Nastavte si hranice v zaměstnání.
- Omezte používání internetu. [32]
- Naučte se, jak si zorganizovat svůj čas a určit si priority.[33]
- Zkuste metodu MCII (Mental contrasting with implementation intentions).[34]